# Trina
Katrina Laverne Taylor (Miami, Florida; 3 de diciembre de 1978) más conocida como Trina, es una rapera estadounidense.
Su primera aparición fue en 1998 en el segundo álbum de estudio de Trick Daddy www.thug.com con el sencillo "Nann Nigga". Desde entonces, ha publicado cinco álbumes de estudio. La revista XXL Magazine la ha denominado "la rapera más consistente de todos los tiempos". Source Magazine celebró su carrera por el mes de la Historia de la Mujer de 2012. En 2013, Complex Magazine situó "Pull Over" número #27 en su Top 50 de Mejores Canciones de Rap hechas por Mujeres. En 2014, Trina fue incluida en la lista Billboard "31 Female Rappers Who Changed Hip-Hop".

## Carrera musical

### Comienzos
Su primera aparición fue en la canción Nann Nigga de Trick Daddy. La canción se convirtió en un éxito (llegando al puesto #3 en la lista de rap y al #62 en el Billboard Hot 100 por 20 semanas en los Estados Unidos). Esto hizo que ganase popularidad y le permitió firmar un contrato con Slip-n-Slide Records.

### Da Baddest Bitch
En marzo de 2000 salió su álbum debut Da Baddest Bitch. El álbum alcanzó el puesto número 33 en la lista de los Estados Unidos. El primer sencillo fue Da Baddest Bitch ("la zorra más mala", como el título del álbum). El siguiente sencillo fue Pull Over, que se encuentra entre los éxitos de Trina. Ambas canciones cuentan con la colaboración de Trick Daddy. El éxito del álbum hizo que Trina usara el título del disco como su "mote".

### Diamond Princess
El 27 de agosto de 2002 salió a la venta su segundo álbum bajo el nombre de Diamond Princess. Por aquel entonces Trina ya había aparecido en el éxito de Missy Elliot One Minute Man. El primer sencillo fue Told Y'All con Rick Ross (el cual hacía su primera aparición en el panorama musical), la canción también aparecía en la banda sonora de la película All About The Bengimans. El siguiente sencillo fue No Panties con Tweet y bajo la supervisión de Missy Elliot. El tercer y último sencillo fue B R Right con el artista del sur Ludacris, este fue otro éxito en su haber. El título del álbum lo ultilizó para darle nombre a su marca de perfume. Y el disco alcanzó la decimocuarta posición en las lista de los Estados Unidos.

### Glamorest Life
Su tercer álbum de estudio salió a la venta el 4 de octubre de 2005. En álbum colaboraban artistas como Snoop Dogg, Lil' Wayne o Pitbull. El primer sencillo fue Here We Go con la cantante de R&B Kelly Rowland. Convirtiéndose en el mayor éxito de Trina, alcanzando el puesto número 17 en la lista de los EE.UU.. Siendo también la primera canción de artista en aparecer en una lista fuera de Estados Unidos. El siguiente sencillo fue Don't Trip con Lil' Wayne, aunque sin mucha repercusión. El álbum acabó llegando a la posición número 11 de lista de Estados Unidos.

### Still Da Baddest
El 1 de abril de 2008, Trina sacó a la venta su cuarto álbum. Se ha convertido en su mayor disco de éxito llegando a la #6 posición en la lista Billboard. El primer sencillo fue Single Again. El segundo sencillo fue I Got a Thang for You con Keyshia Cole. Y el último sencillo fue Look Back at Me con Killer Mike. Trina se adjudicó el título de "Queen of the south". Trina esta actualmente saliendo con el jugador de la NBA, Kenyon Martin. A comienzos de 2009 Trina desveló que su siguiente disco se llamara Amazin'.

### Amazin'
El 3 de mayo de 2010 (un mes antes sobre la fecha original) salió a la venta su quinto álbum, que llevaría por nombre Amazin'. Actualmente ha alcanzado la posición #13 en la lista de los Estados Unidos. El primer single promocional salió a la luz en diciembre de 2009 y tuvo por nombre "That's My Attitude". Por aquel entonces Trine emezóo a participar en el The Mo'Nique Show. Poco antes de que saliera el disco sacó el single "Million Dollar Girl" con Diddy y Keri Hilson, y producido por el propio Sean Combs. Ya después de la salida del disco lanzó su último single "Always" con  Monica. Ninguno de estos single ha llegado a la Billboard Hot 100.

## Discografía

### Álbumes
| Año  | Título                                               | Posición | Posición | Posición | Ventas/Certificaciones                      |
| Año  | Título                                               | U.S.     | U.S. R&B | U.S. Rap | Ventas/Certificaciones                      |
| ---- | ---------------------------------------------------- | -------- | -------- | -------- | ------------------------------------------- |
| 2000 | Da Baddest Bitch - Slip-N-Slide/Atlantic Records     | 33       | 11       | 11       | - U.S. Ventas: 700.000 - Certificación: Oro |
| 2002 | Diamond Princess - Slip-N-Slide/Atlantic Records     | 14       | 5        | 5        | - U.S. Ventas: 500.000 - Certificación: Oro |
| 2005 | Glamorest Life - Slip-N-Slide/Atlantic Records       | 11       | 2        | 2        | - U.S. Ventas: 400.000                      |
| 2008 | Still Da Baddest - Slip-N-Slide/EMI/DP Entertainment | 6        | 1        | 1        | - U.S. Ventas: 200,000                      |
| 2010 | Amazin' - Slip-N-Slide/EMI/DP Entertainment          | 13       | 4        | 2        | - US Ventas:                                |

### Mixtapes
- Rockstarr: Da Baddest Bitch Reloaded (2007)
- Rockstarr Royalty (2007)
- Millionaire's Girls Club (2009)
- Amazin' (The Mixtape) (2009)
- Best of Both Worlds with Qwote (2009)
- Trina Introduces Victoria Balenciaga (2009)
- Who's Bad (2009)
- Trick-or-Trina (2009)
- Trina & Pretty Money present: C.R.E.A.M. (2009)
- Miss. 305 (Best of Trina) (2009)

## Singles
| Año  | Título                                                | Posición | Posición | Posición | Posición | Álbum            |
| Año  | Título                                                | U.S.     | U.S. R&B | U.S. Rap | UK       | Álbum            |
| ---- | ----------------------------------------------------- | -------- | -------- | -------- | -------- | ---------------- |
| 2000 | "Da Baddest Bitch"                                    | -        | 64       | -        | -        | Da Baddest Bitch |
| 2000 | "Pull Over"                                           | 93       | 46       | 41       | -        | Da Baddest Bitch |
| 2002 | "Told Y'all" (featuring Rick Ross)                    | -        | 64       | -        | -        | Diamond Princess |
| 2002 | "No Panties" (featuring Tweet)                        | -        | 88       | -        | 45       | Diamond Princess |
| 2003 | "B R Right" (featuring Ludacris)                      | 83       | 50       | 24       | -        | Diamond Princess |
| 2005 | "Don't Trip" (featuring Lil' Wayne)                   | -        | 74       | -        | -        | Glamorest Life   |
| 2005 | "Here We Go" (featuring Kelly Rowland)                | 17       | 8        | 3        | 15       | Glamorest Life   |
| 2007 | "Single Again"                                        | 125      | 59       | 19       | -        | Still da Baddest |
| 2008 | "I Got a Thang for You" (featuring Keyshia Cole)      | 121      | 59       | -        | -        | Still da Baddest |
| 2008 | "Look Back at Me" (featuring Killer Mike)             | -        | -        | -        | -        | Still da Baddest |
| 2009 | "That's My Attitude"                                  | —        | —        | —        | —        | Amazin'          |
| 2010 | "Million Dollar Girl" (featuring Diddy & Keri Hilson) | —        | 61       | 20       | —        | Amazin'          |
| 2010 | "Always" (featuring Monica)                           | —        | 42       | —        | —        | Amazin'          |

### Colaboraciones
| Año  | Canción                                                               | U.S. | U.S. R&B | U.S. Rap | UK | Álbum                              |
| ---- | --------------------------------------------------------------------- | ---- | -------- | -------- | -- | ---------------------------------- |
| 1998 | "Nann Nigga" (Trick Daddy featuring Trina)                            | 62   | 20       | 3        | —  | www.thug.com                       |
| 1999 | "Shut Up" (Trick Daddy featuring Trina, Co & Deuce)                   | 83   | 25       | 20       | —  | Book of Thugs: Chapter AK Verse 47 |
| 2001 | "Take It To Da House" (Trick Daddy featuring Trina & The SNS Express) | 88   | 23       | 20       | —  | Thugs Are Us                       |
| 2001 | "That's Cool" (Silkk the Shocker featuring Trina)                     | —    | 51       | —        | —  | My World, My Way                   |
| 2001 | "One Minute Man" (Missy Elliott featuring Ludacris & Trina)           | 15   | 8        | —        | 10 | Miss E ...So Addictive             |
| 2003 | "Right Thurr [Remix]" (Chingy featuring Jermaine Dupri & Trina)       | 2    | 2        | 1        | 17 | Jackpot                            |
| 2005 | "Bad Bitch (Remix)" (Webbie featuring Trina)                          | 62   | 48       | —        | —  | Savage Life                        |
| 2007 | "Go Girl" (Pitbull featuring Trina & Young Bo$$)                      | 83   | —        | —        | —  | The Boatlift                       |
| 2009 | "Get Your Money Up" (Keri Hilson featuring Keyshia Cole & Trina)      | —    | 83       | —        | —  | In A Perfect World...              |
| 2009 | "5 Star (Remix)" (Yo Gotti featuring Trina, Nicki Minaj & Gucci Mane) | 79   | 19       | 11       | —  | Live From The Kitchen              |
| 2010 | "Tip Of My Tongue" (Jagged Edge featuring Trina & Gucci Mane          | —    | 51       | —        | —  | The Remedy                         |

## DVD
- Trina: Live & Uncut [sex, money, and Jewels] (2006)
- Still Da Baddest: Diamond Princess 2 (2008)